# Petropedetes johnstoni
Espèce
Synonymes
- Cornufer johnstoni Boulenger, 1888 "1887"
- Tympanoceros newtoni Bocage, 1895
- Petropedetes newtoni (Bocage, 1895)

Statut de conservation UICN

 NT  : Quasi menacé
Petropedetes johnstoni est une espèce d'amphibiens de la famille des Petropedetidae.

## Répartition
Cette espèce se rencontre :
- dans les plaines côtières du Sud du Cameroun ;
- au Gabon ;
- en Guinée équatoriale ainsi que sur l'île de Bioko.

## Étymologie
Cette espèce est nommée en l'honneur de Harry Johnston.

## Publication originale
- Boulenger, 1888 "1887" : List of the reptiles and batrachians collected by Mr. H. H. Johnston on the Rio del Rey, Cameroons District, W. Africa. Proceedings of the Zoological Society of London, vol. 1887, p. 564-565 (texte intégral).